# Remotaspidiotus reconditus
Remotaspidiotus reconditus är en insektsart som beskrevs av Brimblecombe 1959. Remotaspidiotus reconditus ingår i släktet Remotaspidiotus och familjen pansarsköldlöss. Inga underarter finns listade i Catalogue of Life.